# Astragalus strictus
Astragalus strictus är en ärtväxtart som beskrevs av George Bentham. Astragalus strictus ingår i släktet vedlar, och familjen ärtväxter. Inga underarter finns listade i Catalogue of Life.